# Tấn trò đời
Tấn trò đời (tiếng Pháp: La Comédie humaine) là tập hợp loạt tiểu thuyết, truyện ngắn, kỳ ảo và tiểu luận được xuất bản từ năm 1829-1850 của đại văn hào Honoré de Balzac. Tấn trò đời được xem là "một trong những công trình bát ngát mênh mông nhất mà một con người dám đơn độc cấu tứ".
Tấn trò đời gồm 137 tác phẩm trong đó có 87 tác phẩm đã hoàn thiện (tiểu thuyết, tiểu luận, khảo cứu), 49 tác phẩm còn bỏ ngỏ (trong đó có một số tác phẩm chỉ có tên tựa đề) và một cuốn được gộp chung với cuốn khác. 137 tác phẩm này được Balzac gộp lại vào năm 1842 chia thành 3 phần: nghiên cứu về thói quen, nghiên cứu triết học và nghiên cứu bản chất.
Những tác phẩm trong Tấn trò đời vừa gắn kết với nhau, vừa có thể tồn tại độc lập. Người ta có thể hiểu một tác phẩm mà không cần đọc các tác phẩm còn lại. Những câu chuyện hoàn toàn khác nhau, chỉ có nhân vật được lặp lại, xuất hiện nhiều lần. Ví dụ trong chuyện này, nhân vật A có thể là nhân vật chính, nhưng trong chuyện khác anh ta lại là nhân vật phụ, là một người có liên quan đến nhân vật chính. Balzac quan niệm xã hội là một chỉnh thể, tất cả các sự kiện đều tác động, ảnh hưởng, chi phối lẫn nhau một cách hết sức chặt chẽ như trong giới tự nhiên. Tất cả những đặc điểm ấy gây cho độc giả ấn tượng như đang sống trong một xã hội có thực.
Tuy nhiên, những tác phẩm trong Tấn trò đời là một khối thống nhất vì tất cả cùng vẽ nên bức tranh xã hội Pháp nửa đầu thế kỷ 19.
Tựa đề "Tấn trò đời" được Balzac đặt theo tên tác phẩm Thần khúc (Divina commedia) của Dante Alighieri (1265-1321). Balzac muốn cho thấy ý định của ông khi viết các tác phẩm trong "Tấn trò đời": tả về cái địa ngục ngay giữa xã hội con người. Nhà văn có dụng ý chọn cái tên đối lập với tên tác phẩm nổi tiếng của Dante có thiên đường và địa ngục.
Balzac đã có ý định tập hợp các tác phẩm từ rất sớm. Năm 1830, ông đã cho in 6 tác phẩm vào một quyển sách chung với nhan đề Cảnh đời tư. Hai năm sau Cảnh đời tư được bổ sung thêm hai tác phẩm nữa. Năm 1834 sự tập hợp mở rộng thêm một bước, nhiều tác phẩm được sắp xếp dưới một nhan đề chung là Khảo luận phong tục, chia làm 6 cảnh, đồng thời nhà văn còn dự kiến có thêm các phần Khảo luận triết học và Khảo luận phân tích. Năm 1842, ý định tập hợp và sắp xếp các tác phẩm thành hệ thống của Balzac mới thực hiện được đầy đủ. Nhan đề dự kiến trước đó Khảo luận xã hội được thay bằng Tấn trò đời. Do ông mất khi mới 51 tuổi nên nhiều tiểu thuyết chỉ có tên chứ chưa có nội dung và các tác phẩm chữ nghiêng là các tác phẩm chưa viết xong. Dưới đây là danh mục Tấn trò đời do Balzac sắp xếp năm 1845, các tác phẩm Bà chị họ Bette, Ông anh họ Pons, Một tay làm ăn kinh doanh, Gaudissart II và Những phiền hà vặt vãnh của đời sống vợ chồng chưa có tên trong danh mục:
- Phần 1: Khảo luận phong tục

1. Những cảnh đời tư: 1. Những đứa trẻ; 2. Một ký túc xá nữ; 3. Bên trong trường trung học; 4. Cửa hiệu Mèo-chơi-bóng; 5. Vũ hội ở Sceaux; 6. Hồi ký của hai người vợ trẻ; 7. Túi tiền; 8. Modeste Mignon; 9. Một bước khởi đầu trong cuộc đời; 10. Albert Savarus; 11. Thù truyền kiếp; 12. Một gia đình kép; 13. Yên ấm gia đình; 14. Phu nhân Firmiani; 15. Khảo luận về phụ nữ; 16. Cô nhân tình hờ; 17. Một người con gái của Eve; 18. Đại tá Chabert; 19. Lời truyền đạt; 20. Thạch lựu trang; 21. Người đàn bà bị bỏ rơi; 22. Honorine; 23. Béatrix; 24. Gobseck; 25. Người đàn bà tuổi ba mươi; 26. Lão Goriot; 27. Pierre Grassou; 28. Lễ cầu hồn của kẻ vô thần; 29. Luật Đình chỉ; 30. Khế ước hôn nhân; 31. Chàng rể và mẹ vợ; 32. Khảo luận khác về phụ nữ.
2. Những cảnh đời tỉnh lẻ: 33. Bông huệ trong thung; 34. Ursule Mirouet; 35. Eugenige Grandet; -Những người độc thân: 36. Pierrette; 37. Cha xứ ở Tours; 38. Cô gái xua cá; -Người Paris ở tỉnh lẻ: 39. Gaudissart trứ danh; 40. Những người nhăn nheo; 41. Nàng thơ của quận; 42. Một nữ diễn viên trên đường du hành; 43. Người phụ nữ ưu việt; -Những sự đối địch: 44. Kẻ độc đáo; 45. Những người thừa kế họ Boirouge; 46. Cô gái già; -Người tỉnh lẻ ở Paris: 47. Phòng cổ vật; 48. Jacques de Metz; 49. Ảo tưởng tiêu tan: Phần 1. Hai chàng thi sĩ, Phần 2. Một vĩ nhân tỉnh lẻ ở Paris, Phần 3. Những đau khổ của nhà phát minh.
3. Những cảnh đời Paris: Truyện mười ba người: 50. Ferragus (đoạn thứ nhất); 51. Nữ công tước De Langeais (đoạn thứ hai); 52. Cô gái mắt vàng (đoạn thứ ba); 53. Những viên chức; 54. Sarrasine; 55. Câu chuyện hưng vong của César Birotteau; 56. Nhà ngân hàng Nucingen; 57. Facino Cane; 58. Bí mật của nữ vương tước De Cadignan; 59. Bước thăng trầm của kỹ nữ; 60. Hóa thân cuối cùng của Vautrin(1); 61. Các bậc quyền quý, bệnh viện và dân chúng; 62. Một ông hoàng của giới lưu đãng; 63. Những diễn viên không tự biết; 64. Mẫu trò chuyện Pháp; 65. Cảnh tòa án; 66. Những người tiểu tư sản; 67. Giữa các nhà thông thái; 68. Hiện trạng kịch trường; 69. Mặt trái của lịch sử hiện đại.
4. Những cảnh đời chính trị: 70. Một mẩu chuyện dưới thời Khủng bố; 71. Lịch sử và tiểu thuyết; 72. Một vụ mờ ám; 73. Hai kẻ tham vọng; 74. Tùy viên sứ quán; 75. Tạo ra một Nội các như thế nào; 76. Nghị viên miền Arcis; 77. Z. Marcas.
5. Những cảnh đời binh nghiệp: 78. Những người lính của nền Cộng hòa; 79. Bước vào chiến dịch; 80. Người xứ Vandée; 81. Những người Chouan; Người Pháp ở Ai Cập: 82. Nhà tiên tri (đoạn một); 83. Quan tổng đốc (đoạn hai); 84. Một mối đam mê nơi sa mạc (đoạn ba); 85. Đạo quân lưu động; 86. Tổng tài vệ binh; 87. Thời Vienne: Một trận đánh (Phần một), Đạo quân bị bao vây (Phần hai), Đồng bằng Wagram (Phần ba); 88. Chủ quán; 89. Người Anh ở Tây Ban Nha; 90. Mạc Tư Khoa; 91. Giao chiến ở Dresde; 92. Những người rớt lại phía sau; 93. Những người ủng hộ; 94. Một chuyến tuần tra; 95. Cầu nổi; 96. Chiến dịch Pháp; 97. Chiến trường cuối cùng; 98. Tù trưởng; 99. Pénissière; 100. Tên cướp biển người Algérie.
6. Những cảnh đời thôn dã: 101. Nông dân; 102. Thầy thuốc nông thôn; 103. Thẩm phán hòa giải; 104. Cha xứ làng quê; 105. Vùng phụ cận Paris.

- Phần 2: Khảo luận triết học: 106. Phédon thời nay; 107. Miếng da lừa; 108. Jésus-Christ ở Flandre; 109. Melmoth quy thiện; 110. Massimila Doni; 111. Kiệt tác không người biết; 112. Gambara; 113. Đi tìm tuyệt đối; 114. Chủ tịch Fritot; 115. Nhà bác ái; 116. Đứa con bị nguyền rủa; 117. Vĩnh biệt; 118. Họ Marana; 119. Người trưng binh; 120. El Verdugo; 121. Thảm kịch bên bờ biển; 122. Tiên sinh Cornélius; 123. Quán đỏ; 124. Người tuẫn nạn thuộc giáo phái Calvin(2); 125. Lời bộc bạch của anh em Ruggieri(3); 126. Hai giấc mộng(4); 127. Chàng Abeilard mới; 128. Thuốc trường sinh; 129. Cuộc đời và sự phiêu lưu của một tư tưởng; 130. Những kẻ bị lưu đày; 131. Louis Lambert; 132. Séraphita.
- Phần 3: Khảo luận phân tích: 133. Giải phẫu học giáo giới; 134. Sinh lý học hôn nhân; 135. Bệnh lý học đời sống xã hội; 136. Chuyên luận về đức hạnh; 137. Đàm thoại triết học và chính trị về những điều hoàn thiện của thế kỷ XIX.

Chú thích
1. Sau này được gộp chung và trở thành phần 4 trong Bước thăng trầm của kỹ nữ.
2. Phần 1 của tiểu thuyết Về Catherine de Médicis.
3. Phần 2 của tiểu thuyết Về Catherine de Médicis.
4. Phần 3 của tiểu thuyết Về Catherine de Médicis.